# Postmuseum (Liechtenstein)

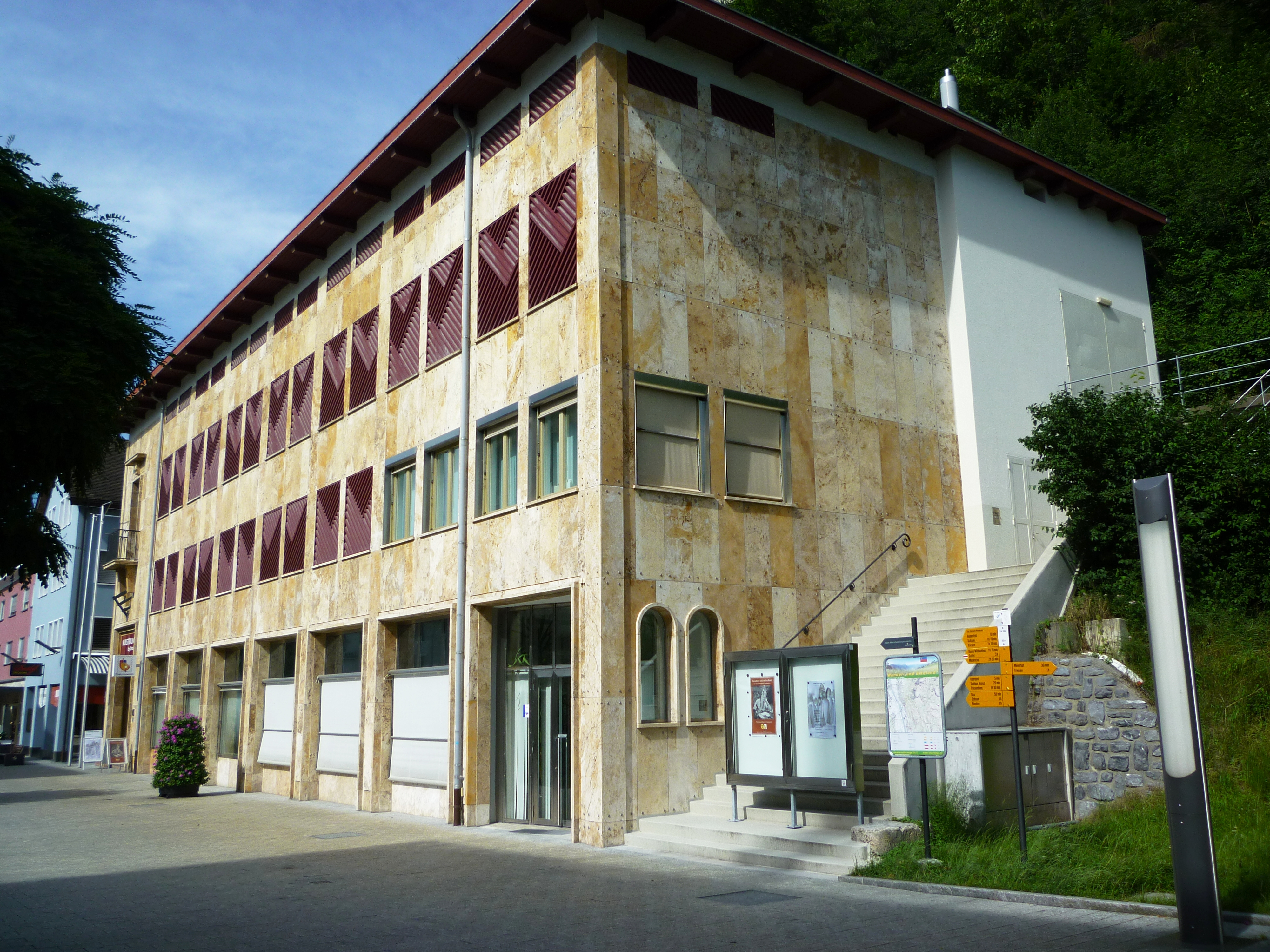
Das Postmuseum im Engländerbau in Vaduz

Das Postmuseum des Fürstentums Liechtenstein stellt Dokumente der Philatelie und  Postgeschichte des Fürstentums Liechtenstein aus. Das Museum ist dem  Liechtensteinischen Landesmuseum angeschlossen. Es befindet sich im Zentrum von Vaduz im sogenannten Engländerbau – dem ersten in Stahlskelettbauweise erstellten Bauwerk des Landes.

## Geschichte
Das Museum wurde 1930 gegründet, um die Briefmarkenausgaben und weitere wichtige Dokumente der Philatelie und Postgeschichte des Landes zu sammeln und der Öffentlichkeit zugänglich zu machen. Die Eröffnung des Museums erfolgte 1936. Maßgebliche Kuratorenarbeit leistete Hermann E. Sieger.
Nachdem das Museum in verschiedenen Räumlichkeiten untergebracht war, befindet es sich seit 2002 im Engländerbau.

## Ausstellung

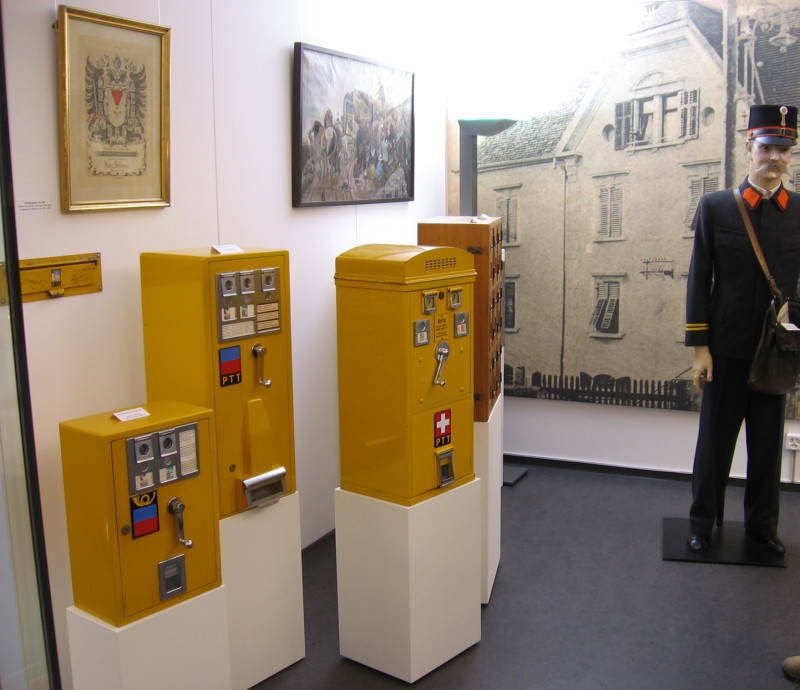
Ausstellungsraum

Der Schwerpunkt der Ausstellung liegt auf den seit 1912 vom Fürstentum Liechtenstein herausgegebenen Briefmarken. Das Museum präsentiert auch die wichtigsten Entwürfe, Probedrucke und Stichplatten sowie weitere bedeutende Dokumente der Postgeschichte und historische Postgeräte. Neben den Dauerausstellungen werden periodisch auch immer wieder wechselnde Ausstellungen durchgeführt.

### Briefmarken in der Fussgängerzone
Seit Mai 2011 wird im  Städtle  – der Fussgängerzone von Vaduz – eine Auswahl von liechtensteinischen Briefmarken in Übergrösse ausgestellt. Die 25 Briefmarken-Reproduktionen fungieren hier als Gehwegplatten.

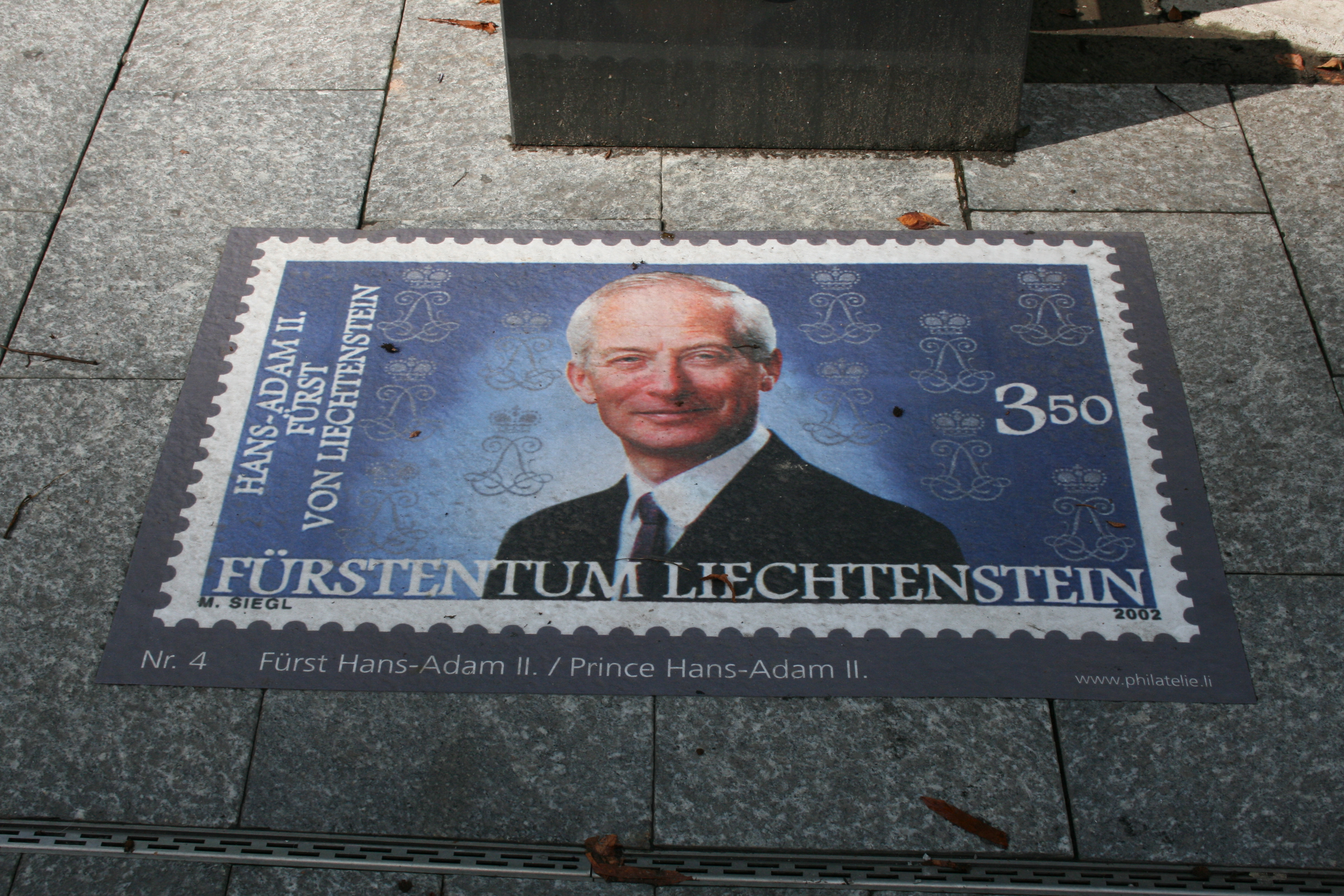
2002: Fürst Hans Adam II.